# Manley Dixon
Pour les articles homonymes, voir Dixon.
Manley Dixon, né vers 1760 et mort le 8 février 1837 à Exmouth, est un officier de la Royal Navy.
Il participe à la guerre d'indépendance des États-Unis, aux guerres de la Révolution française et aux guerres napoléoniennes.
Il est Commander-in-Chief, Plymouth de 1830 à 1833.